# Castanilla
Castanilla är ett släkte av spindlar.
Castanilla ingår i familjen flinkspindlar.
Kladogram enligt Catalogue of Life:
| Castanilla | \| \| Castanilla marchesii \| \| \| \| \| \| Castanilla quinquemaculata \| \| \| \| |
|            | \| \| Castanilla marchesii \| \| \| \| \| \| Castanilla quinquemaculata \| \| \| \| |
|            | Castanilla marchesii                                                                |
|            |                                                                                     |
|            | Castanilla quinquemaculata                                                          |
|            |                                                                                     |